# Melanolophia trisurca
Melanolophia trisurca là một loài bướm đêm trong họ Geometridae.